# Konitsa
Konitsa (Grieks: Κόνιτσα) is sedert 2011 een fusiegemeente (dimos) in de Griekse bestuurlijke regio (periferia) Epirus.
De vijf deelgemeenten (dimotiki enotita) zijn:
- Aetomilitsa (Αετομηλίτσα)
- Distrato (Δίστρατο)
- Fourka (Φούρκα)
- Konitsa (Κόνιτσα)
- Mastorochoria (Μαστοροχώρια)

Een van de bekendste bezienswaardigheden is de brug van Konitsa, die symbool staat voor de stad. Ze is een van de grootste bruggen uit de balkan: 20m hoog en 40m lang. In 1823 is men begonnen met de bouw die ongeveer 50 jaar geduurd heeft. Onder het hoogste punt van de brug hangt een bel, die bij hevige wind luidt en zo waarschuwt dat het te gevaarlijk is om de brug te gebruiken.